# 麻衣的亜州電波〜Mai's Asian Wave〜
麻衣的亜州電波〜Mai's Asian Wave〜（まいてきあしゅうでんぱ、マイズアジアンウエーブ）は、2010年10月10日から2012年9月30日までTBSラジオをキーステーションとしてJRN各局で放送されていたラジオ番組である。

## 概要
台湾・中国を拠点にアジアで活躍しているタレントの佐藤麻衣をパーソナリティに迎え、アジア各国におけるエンターテインメント情報を扱う。 パーソナリティ自身のお薦めの曲や、ゲスト紹介の曲とお薦めの曲を流している。第1回のゲストはalanだった。

## 放送日とゲスト
| 放送日                         | 内容とゲスト                                                                                             |
| ------------------------------ | --- |
| 2010年10月10日                 | alan |
| 2010年10月17日                 | 金我宣                                                                                                   |
| 2010年10月24日                 | Cica |
| 2010年10月31日                 | Alive2                                                                                                   |
| 2010年11月7日                  | イラーナ                                                                                                 |
| 2010年11月14日、21日           | ダンソン・タン                                                                                           |
| 2010年11月28日                 | Bobby Kim                                                                                                |
| 2010年12月5日                  | ジソン                                                                                                   |
| 2010年12月12日                 | ウェイウェイ・ウー                                                                                       |
| 2010年12月19日                 | 武田一顯                                                                                                 |
| 2010年12月26日                 | キム・ドンワン (神話)                                                                                    |
| 2011年1月2日                   | TORO |
| 2011年1月9日                   | イラーナ（TBSラジオでのゲスト） TORO（その他の放送局でのゲスト）                                         |
| 2011年1月16日                  | U-zhaan                                                                                                  |
| 2011年1月23日                  | リクエスト特集                                                                                           |
| 2011年1月30日                  | オルリコ&イラーナ姉妹                                                                                    |
| 2011年2月6日                   | 宇豪&U-zhaan                                                                                             |
| 2011年2月13日                  | ジャー・バンファン                                                                                       |
| 2011年2月20日                  | alan |
| 2011年2月27日                  | ヤン・リービン                                                                                           |
| 2011年3月6日                   | リクエスト特集                                                                                           |
| 2011年3月13日                  | (休止)                                                                                                   |
| 2011年3月20日                  | 台湾から電話での放送                                                                                     |
| 2011年3月27日                  | 台湾で行われた東日本大震災での チャリティー番組の様子を放送                                              |
| 2011年4月3日                   | アリス・クー・ジゼル・イエ                                                                               |
| 2011年4月10日                  | 阿井のんの                                                                                               |
| 2011年4月17日                  | 阿KEN・納豆                                                                                              |
| 2011年4月24日                  | 伍芳 |
| 2011年5月1日                   | 夏宇童                                                                                                   |
| 2011年5月8日                   | 小林香織                                                                                                 |
| 2011年5月15日                  | SHU-I |
| 2011年5月22日、29日            | ウィルバー・パン                                                                                         |
| 2011年6月5日                   | パク・クァンヒョン                                                                                       |
| 2011年6月12日                  | KINO |
| 2011年6月19日、26日            | MBLAQ |
| 2011年7月3日                   | ジョナサン・ウォン                                                                                       |
| 2011年7月10日                  | ウェン・シェンハオ                                                                                       |
| 2011年7月17日                  | 大国男児                                                                                                 |
| 2011年7月24日                  | チョウ・ドンユイ                                                                                         |
| 2011年7月31日                  | 金曲奨の紹介                                                                                             |
| 2011年8月7日                   | パク・ヒョンビン                                                                                         |
| 2011年8月14日                  | Sea☆A |
| 2011年8月21日                  | スティーヴィー・ホワン                                                                                   |
| 2011年8月28日、9月4日          | 河本準一                                                                                                 |
| 2011年9月11日                  | ZERO |
| 2011年9月18日                  | TENSI LOVE                                                                                               |
| 2011年9月25日                  | C-POP特集                                                                                                |
| 2011年10月2日                  | Sindy |
| 2011年10月9日                  | ホー・クィン・フォン                                                                                     |
| 2011年10月16日                 | 中孝介                                                                                                   |
| 2011年10月23日、30日           | いしだ壱成                                                                                               |
| 2011年11月6日                  | Neko Jump                                                                                                |
| 2011年11月13日                 | SORA×Ｓｅ．Ｎ（ソラ&セン）                                                                               |
| 2011年11月20日                 | エンレイ                                                                                                 |
| 2011年11月27日                 | 矢野浩二、フィージン                                                                                     |
| 2011年12月4日                  | C-POP特集                                                                                                |
| 2011年12月11日                 | CODE-V                                                                                                   |
| 2011年12月18日                 | TBSラジオは放送休止となった11月20日に放送予定だったものを放送。 その他のネット局はクリスマスソング特集。 |
| 2011年12月25日                 | SE7EN |
| 2012年1月1日                   | SE7EN |
| 2012年1月8日                   | ジャックス                                                                                               |
| 2012年1月15日                  | J-POPの華流カバー特集                                                                                    |
| 2012年1月22日                  | 羅志祥（SHOW）                                                                                           |
| 2012年1月29日、2月5日          | ayaco |
| 2012年2月12日                  | 小林優美                                                                                                 |
| 2012年2月19日                  | 城之内ミサ                                                                                               |
| 2012年2月26日、3月4日          | 千田愛紗                                                                                                 |
| 2012年3月11日                  | DELISPICE                                                                                                |
| 2012年3月18日                  | JPM |
| 2012年3月25日、4月1日          | 羅志祥（SHOW）                                                                                           |
| 2012年4月8日                   | JUNIEL                                                                                                   |
| 2012年4月15日                  | Red Pepper Girls                                                                                         |
| 2012年5月6日                   | ウェイウェイ・ウー                                                                                       |
| 2012年5月13日                  | 2NE1 |
| 2012年5月20日                  | パク・ジュニョン                                                                                         |
| 2012年5月27日、6月3日、6月10日 | 雨の日にぴったりなC-POP特集                                                                              |
| 2012年6月17日                  | 2NE1 |
| 2012年6月24日、7月1日          | 汪東城（飛輪海）                                                                                         |
| 2012年7月8日                   | C-POP特集                                                                                                |
| 2012年7月15日、7月22日         | アンジー・チャイ                                                                                         |
| 2012年7月29日                  | 2012年金曲奨の紹介                                                                                       |
| 2012年8月5日                   | 2011年金曲奨の紹介                                                                                       |
| 2012年8月12日                  | 台湾特集                                                                                                 |
| 2012年8月19日                  | 透明雑誌                                                                                                 |
| 2012年8月26日                  | 台湾特集                                                                                                 |
| 2012年9月2日                   | ayaco |
| 2012年9月9日                   | MYNAME                                                                                                   |
| 2012年9月16日                  | 羅志祥（SHOW）                                                                                           |
| 2012年9月23日                  | K-POPをカバーしたC-POP特集                                                                               |
| 2012年9月30日                  | 最終回（総集編）                                                                                         |

## 放送時間
2012年6月現在
- 22:00〜22:30
  - TBSラジオ
- 5:00〜5:30
  - IBC岩手放送
  - KNB 北日本放送
  - KRY 山口放送
  - RKBラジオ（RKB毎日放送）
  - OBS 大分放送
- 5:30〜6:00
  - RKC 高知放送
- 16:30〜17:00
  - YBS 山梨放送
- 17:30〜18:00
  - BSS 山陰放送
- 21:30〜22:00
  - YBC 山形放送
- 22:00〜22:30
  - ABS 秋田放送（2012年4月より放送開始）
- 25:30〜26:00
  - ABC ABCラジオ（朝日放送）[32]

### 過去のネット局
- TBC 東北放送 2011年6月で放送終了
- RAB 青森放送 2011年9月で放送終了
- MRT 宮崎放送 2012年3月で放送終了
- SBS 静岡放送 2012年5月で放送終了